# Mạc Kính Chỉ
Mạc Kính Chỉ (chữ Hán: 莫敬止 ? - 1593) là vị vua đầu tiên nhà Mạc thời hậu kỳ, sau khi quân Nam triều chiếm được thành Thăng Long với cái chết của cha con Mạc Mục Tông (Mạc Mậu Hợp) và Mạc Cảnh Tông (Mạc Toàn). Nguyên quán Mạc Kính Chỉ là người xã Cao Đôi, huyện Bình Hà (nay là thôn Long Động, xã Nam Tân, huyện Nam Sách, tỉnh Hải Dương).

## Thân thế
Mạc Kính Chỉ là con cả của Khiêm vương Mạc Kính Điển, quan phụ chính trụ cột của nhà Mạc trong hơn 30 năm. Trước đó, Mạc Kính Chỉ được phong tước Đoan Hùng vương, sau vì có tội tư thông với người thiếp của cha nên bị giáng xuống làm thứ dân. Đến khi triều đình nhà Mạc suy yếu thì Mạc Kính Chỉ lại được ban tước Hùng Lễ công nhưng không có thực quyền; trong các tài liệu lịch sử Trung Quốc như Minh thực lục hay Minh sử thì gọi ông là Mạc Kính Bang.

## Vua Bảo Định
Năm 1592 khi Mạc Mậu Hợp thất thế, ông thu thập tàn quân chiếm cứ vùng Thanh Lâm và xưng vua ở Nam Giản thuộc Chí Linh, Hải Dương, lấy niên hiệu Bảo Định thứ nhất (1592).
Mạc Kính Chỉ xưng Hoàng đế được tôn thất nhà Mạc hưởng ứng, lập bản doanh triệu tập quần tụ, được các đại thần văn võ còn xu hướng với nhà Mạc tôn phú, quân binh lên tới hàng vạn. Mạc Kính Chỉ sắp đặt các đại thần theo một triều đình có đầy đủ văn võ, cắt đặt các quan chức trong ngoài.

## Khôi phục miền đông
Thấy nhà Mạc chưa hết người đứng lên khôi phục cơ nghiệp và còn được các văn thần, võ tướng vùng Bắc Hà tôn phù, Phụ chính Nam triều là Trịnh Tùng lập tức tiến binh đánh Mạc Kính Chỉ. Tháng chạp năm 1592, Tùng sai các Thái Quận công: Nguyễn Thất Lý, Bùi Văn Khuê, Trần Bách Niên, Nguyễn Nga dùng thủy binh tiến đánh.
Nhưng quân của Trịnh Tùng vừa tới nơi đã bị Kính Chỉ phục binh đánh cho quan quân Lê – Trịnh trở tay không kịp. Nguyễn Thất Lý bị chém chết tại trận, Nguyễn Nga trúng thương may mà ngã trên thuyền nên được cứu thoát, quân của Bùi Văn Khuê, Trần Bách Niên bị đánh tan tác. Kính Chỉ thu nhiều thuyền bè, khí giới và binh lương. Ngay trận đầu thắng lớn, Kính Chỉ sai Đông các Học sỹ Đỗ Trực làm tờ hịch bố cáo toàn bộ trấn Kinh Bắc, Hải Dương theo về với Kính Chỉ, Mạc Toàn biết tin cũng chạy sang chỗ Kính Chỉ nương nhờ.

## Thất bại
Ngày 17 tháng 12 năm 1592, Trịnh Tùng lại sai Thái úy Hoàng Đình Ái, Thái bảo Trịnh Đô đốc binh và voi, ngựa tới đánh Kính Chỉ. Đình Ái cho lập đồn binh dọc tuyến sông. Trịnh Tùng lại sai Thái úy Nguyễn Hữu Liêu đưa thủy binh lên hỗ trợ Đình Ái. Kính Chỉ cũng dàn quân dọc tuyến sông cự địch. Một dải trường giang chia ra nam – bắc, quân nối quân liên tiếp chiến đấu kéo dài hàng tháng trời không phân thắng thua.
Ngày 9 tháng 1 năm Quý Mùi (1593), Trịnh Tùng đích thân đốc đại quân vượt sông Nhị Hà, ngày 12 tiến đến Cẩm Giang, hội với các tướng xong. Trịnh Tùng lại đích thân làm tướng trung quân, sai Đình Ái lẻn đánh úp sau lưng Kính Chỉ. Trịnh Tùng dùng thủy quân chặn vùng thượng lưu tạo thế bao vây tứ phía.
Trước sức địch mạnh, ông phải chiến đấu quyết liệt và lui lên núi Chí Linh. Trịnh Tùng tiếp tục truy kích, cuối cùng tới ngày 14 tháng giêng thì bắt được Kính Chỉ ở thôn Tân Manh, huyện Hoành Bồ (Quảng Ninh) và nhiều tôn thất nhà Mạc. Ngày 27 tháng giêng, Mạc Kính Chỉ bị Trịnh Tùng mang chém ở bến Thảo Tân.
Mạc Kính Chỉ xưng vua được 3 tháng.

## Miếu hiệu và thụy hiệu
Theo các sử sách chính thống của nhà Lê Trung hưng và nhà Nguyễn thì Mạc Kính Chỉ không có miếu hiệu và thụy hiệu, bởi thời gian xưng vua ngắn ngủi kéo theo đó là sự lụi bại tán vong của nhà Mạc. Tuy nhiên, trong tài liệu nghiên cứu gần đây của học giả Trung Quốc Ngưu Quân Khải và giáo sư tiến sĩ Việt Nam Phan Đăng Nhật thì miếu hiệu của ông là Mẫn Tông (闵宗) còn thụy hiệu là Hoài Nghị Minh Huấn Trinh Hoàng Đế (坏毅明训贞皇帝).